# Stefan Heße

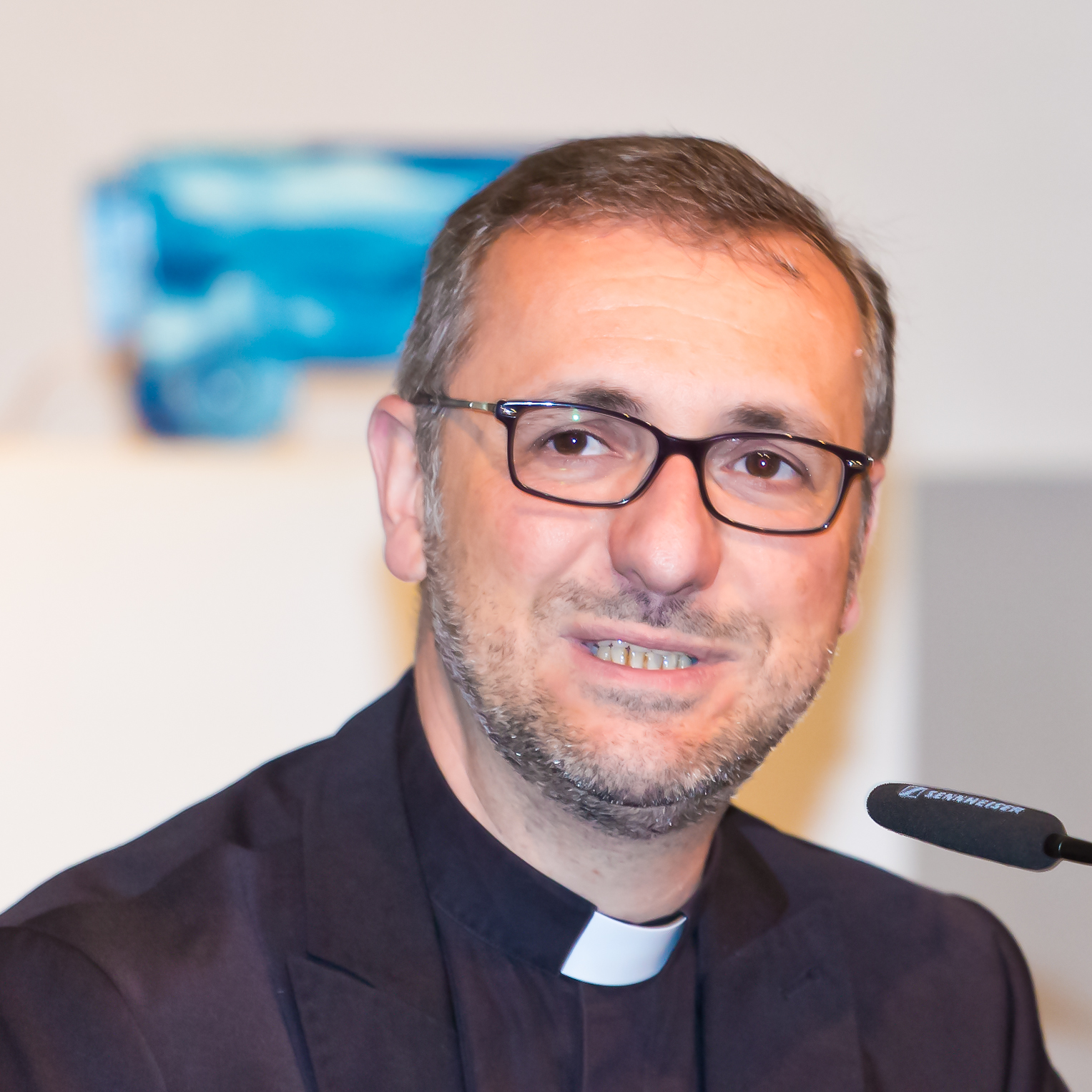
Stefan Heße (2014)

Erzbischofswappen von Stefan Heße; Wahlspruch: Apud Deum omnia possibilia („Bei Gott ist alles möglich“,).

Stefan Heße (* 7. August 1966 in Köln) ist ein deutscher römisch-katholischer Geistlicher. Seit dem 14. März 2015 leitet er als Erzbischof das Erzbistum Hamburg, das sich über die Freie und Hansestadt Hamburg, Schleswig-Holstein sowie den westlichen Teil von Mecklenburg-Vorpommern erstreckt. Zu der von ihm als Metropolit geleiteten Kirchenprovinz Hamburg gehören auch die Bistümer Hildesheim und Osnabrück.

## Leben

### Herkunft und Ausbildung
Heße wuchs in Köln-Junkersdorf als Sohn einer selbständigen Bäckerfamilie auf. Nach dem Abitur am Kölner Gymnasium Kreuzgasse studierte er ab dem Jahr 1986 Philosophie und Theologie an den Universitäten in Bonn und Regensburg. Im Jahr 2001 wurde er mit einer Dissertation über Hans Urs von Balthasar an der Philosophisch-Theologischen Hochschule Vallendar zum Doktor der Theologie promoviert.
Am 18. Juni 1993 empfing er im Kölner Dom die Priesterweihe durch den Kölner Erzbischof Joachim Kardinal Meisner zusammen mit den späteren Bischöfen Peter Kohlgraf und Dominikus Schwaderlapp sowie dem späteren Kölner Domdechanten Robert Kleine.

### Tätigkeiten im Erzbistum Köln
Von 1993 bis 1997 war Heße als Kaplan in St. Remigius in Bergheim und anschließend bis 2003 als Repetent im erzbischöflichen Theologenkonvikt in Bonn tätig. Danach leitete er bis 2005 die Abteilung Pastoraleinsatz/Pastorale Dienste im Generalvikariat des Erzbistums Köln.
Am 1. Mai 2006 wurde er Stellvertreter von Generalvikar Dominikus Schwaderlapp sowie im selben Jahr auch Leiter der Hauptabteilung Seelsorge-Personal des Erzbistums. Am 11. September 2011 wurde Heße als residierender Domkapitular ins Kölner Metropolitankapitel berufen. Am 16. März 2012 folgte er Dominikus Schwaderlapp als Generalvikar nach, nachdem dieser zum neuen Weihbischof in Köln ernannt worden war. Bis dahin war Heße auch Diözesanbeauftragter für Rundfunk und Fernsehen.
Papst Benedikt XVI. verlieh Heße im Jahr 2005 den Ehrentitel Kaplan Seiner Heiligkeit und 2010 den Titel Päpstlicher Ehrenprälat.
Mit Eintritt der Sedisvakanz am 28. Februar 2014, bedingt durch die Annahme des Rücktrittgesuches von Joachim Kardinal Meisner durch Papst Franziskus, erlosch automatisch das Amt von Heße als Generalvikar. Noch am selben Tag wählte ihn das Kölner Domkapitel zum Diözesanadministrator des Erzbistums Köln.
Bei der Amtseinführung des neuen Erzbischofs von Köln, Rainer Maria Kardinal Woelki, am 20. September 2014 bestätigte dieser ihn als Generalvikar.

### Erzbischof von Hamburg

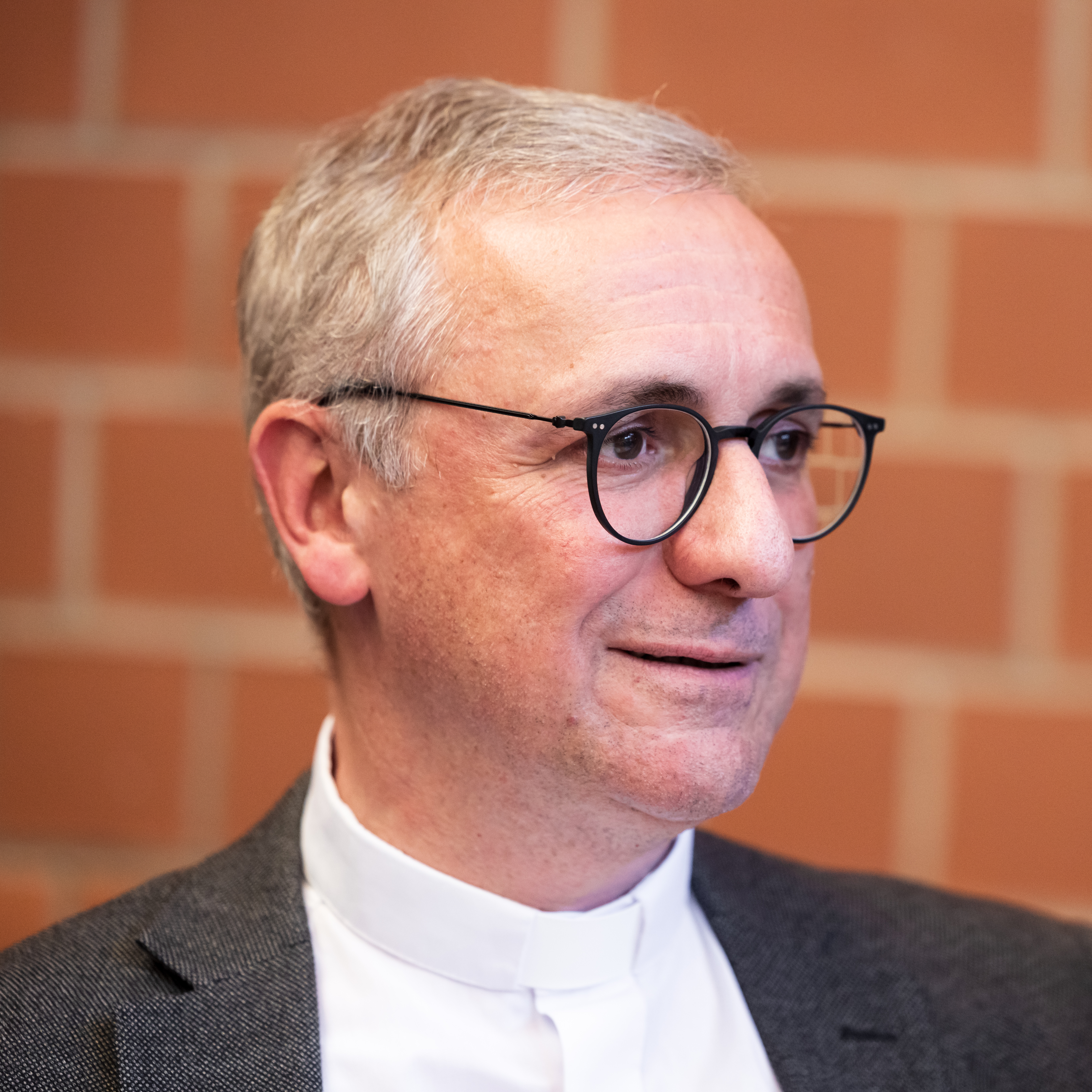
Heße auf der Herbstvollversammlung der Deutschen Bischofskonferenz (2023)

Am 26. Januar 2015 ernannte Papst Franziskus Heße zum Erzbischof von Hamburg; er ist der dritte Erzbischof seit der Neuerrichtung der Diözese im Jahr 1994. Die Bischofsweihe und Amtseinführung als Erzbischof von Hamburg erfolgte am 14. März 2015 durch den Osnabrücker Bischof Franz-Josef Bode. Mitkonsekratoren waren der Erzbischof von Köln, Rainer Maria Kardinal Woelki, und Norbert Werbs, Weihbischof in Hamburg.
Heße setzte die von seinem Vorgänger Werner Thissen im Jahr 2009 eingeleitete Neuorganisation der Bistumsstrukturen mit der Zusammenfassung von ehemals 80 selbständigen Kirchengemeinden zu 28 Pastoralen Räumen bzw. neuen Pfarreien sowie der Abschaffung der früheren Dekanate fort. Dies begründete er im Wesentlichen mit der sinkenden Anzahl von Gemeindepfarrern sowie Kirchenbesuchern. Im Jahr 2022 endete die Neustrukturierung erfolgreich.
Am 12. November 2016 leitete Heße einen inhaltlichen und wirtschaftlichen Erneuerungsprozess im Erzbistum ein, der unter dem Leitspruch „Herr, erneuere deine Kirche und fange bei mir an“ steht. Ziel des Prozesses sei es, „mit weniger Geld eine lebendige Kirche zu sein“. Maßnahmen sollten neben der Zusammenlegung der bestehenden drei Caritasverbände, der Erhöhung des Schulgeldes an den katholischen Schulen sowie einem sozial verträglichen Stellenabbau im Generalvikariat weitere jährliche Einsparungen in Höhe von 20 Millionen Euro sein. Dafür sollen u. a. Gebäude aufgegeben, Schulen und soziale Einrichtungen geschlossen und eine Neuausrichtung der Betreiberstruktur von Kitas weg von den Pfarreien betrieben werden.
Von den ehemals 21 katholischen Schulen in Hamburg sollen ab 2025 noch 15 verbleiben. Diese sollen unter anderem durch Spendengelder mit 135 Millionen Euro ertüchtigt werden.
Im Jahr 2016 entschied Heße, den überschuldeten Katholischen Schulverband Hamburg als selbständige Körperschaft zum Jahresende aufzuheben und in das Erzbistum zu integrieren.
Im Jahr 2019 gestartete Versuche, für die vier in Trägerschaft des Erzbistums stehenden Kliniken strategische Partner beziehungsweise Käufer zu finden, sind vorerst gescheitert.

### Deutsche Bischofskonferenz
Als Mitglied der Deutschen Bischofskonferenz gehört Erzbischof Stefan Heße folgenden Kommissionen an:
- Kommission für Wissenschaft und Kultur (Oktober 2015 – September 2020)[13]
- Migrationskommission (seit September 2016 Vorsitzender)
- Verbandsrat (seit 2019)
- bischöflicher Flüchtlingsbeauftragter (seit September 2015)[14]

### Weitere Tätigkeiten
Stefan Heße gehörte vom 8. Januar 2007 bis zu seiner Ernennung zum Hamburger Erzbischof als stellvertretendes Mitglied dem Rundfunkrat des Westdeutschen Rundfunks an.
Seit dem 18. November 2016 bis zum 19. November 2020 war Erzbischof Heße in Nachfolge von Bischof Gebhard Fürst Geistlicher Assistent des Zentralkomitees der deutschen Katholiken (ZdK).
2017 wurde Heße in Wien als Ehrenritter des Deutschen Ordens investiert.

## Positionen
Stefan Heße sieht in der Medienarbeit und im Web 2.0 besondere Aufgaben für die Kirche der Zukunft. Die Kirche müsse ihre Sprachfähigkeit verbessern, damit andere den Glauben auch verstehen können. „Wie verhindere ich zum Beispiel, dass Ostern auf ein Hasenfest reduziert wird?“, so Heße. Er hält es für erforderlich, dass die Kirche mit ihren Finanzen transparent und verantwortlich umgeht und die Zahlen über ihr Vermögen offenlegt.
Auch ist Heße stark am Dialog mit den Gläubigen interessiert und plädiert in Fragen der kirchlichen Ethik für schnellere Entscheidungen. Im August 2015 forderte Heße eine Liberalisierung der katholischen Sexualmorallehre. So müsse die Kirche es wertschätzen, wenn in homosexuellen Beziehungen Werte wie Treue und Verlässlichkeit gelebt würden. Im August 2019 sprach sich Heße gemeinsam mit Bischof Franz-Josef Bode für einen offeneren Umgang ihrer Kirche mit Homosexuellen aus.
Den Bundestagsentscheid zur „Ehe für alle“ vom 30. Juni 2017 sah Heße dagegen kritisch. Er „bedauerte es“, dass das kirchliche und das staatliche Eheverständnis sich „weiter voneinander entfernten“. Die Segnung homosexueller Paare begrüßt Heße und nannte die Entscheidung von Papst Franziskus ein „richtiges Weihnachtsgeschenk“.
Im August 2020 erklärte Heße, dass in der katholischen Kirche die Debatte über die Zulassung von Frauen zum Weiheamt noch nicht beendet sei, und forderte ein offenes Gespräch über Diakoninnen und Priesterinnen.

## Umgang mit sexualisierter Gewalt in Köln
Im Oktober 2020 wurden aus Presseberichten Vorwürfe bekannt, Heße habe in seiner Zeit als Personalleiter des Erzbistums Köln Fälle von sexuellem Missbrauch nicht vorschriftsgemäß verfolgt. Ein vom Erzbistum Köln daraufhin bei der Kanzlei Gercke/Wollschläger in Auftrag gegebenes und am 18. März 2021 veröffentlichtes Gutachten benennt insgesamt neun Fälle, in denen Heße kirchliche Verfahren nicht eingeleitet bzw. an Staatsanwaltschaft oder Vatikan gemeldet habe. Dabei habe jedoch Unklarheit in Bezug auf die damalige Rechtslage bestanden. Zudem sei Heße zum Teil unzureichend von Offizial und Justitiarin des Erzbistums beraten worden.
Noch am Tag der Veröffentlichung des Gutachtens bat Heße Papst Franziskus um die sofortige Entbindung von seinen Ämtern und Aufgaben im Erzbistum Hamburg. Gleichzeitig übernahm er die volle Verantwortung für die ihm als Personalverantwortlicher und Generalvikar in Köln zur Last gelegten Pflichtverletzungen. Er bedauerte, sollte er durch sein Handeln oder Unterlassen Betroffenen und ihren Angehörigen neuerliches Leid zugefügt haben.
Der Papst gewährte Heße daraufhin zunächst eine Auszeit. Am 15. September 2021 teilte die Apostolische Nuntiatur dann mit, dass der Rücktritt Heßes nicht angenommen worden sei. Bei einer im Juni 2021 erfolgten Visitation in Köln seien zwar „persönliche Verfahrensfehler“ festgestellt worden, doch seien diese nicht in der Absicht begangen worden, Fälle sexuellen Missbrauchs zu vertuschen. Erzbischof Heße nahm daraufhin seine Amtsgeschäfte in Hamburg wieder auf.

## Schriften
- Berufung aus Liebe zur Liebe: auf der Spurensuche nach einer Theologie der Berufung, unter besonderer Berücksichtigung des Beitrags von Hans Urs von Balthasar. Dissertation, St. Ottilien: EOS-Verlag 2001, ISBN 3-8306-7092-3, zugleich: Vallendar, Philos.-Theol. Hochschule, Diss., 2001 unter dem Titel Vom Ruf zur Rufung